# Vittorio De Sica
Vittorio De Sica (Sora, 7. srpnja 1901. – Neuilly-sur-Seine, 13. studenog 1974.), talijanski filmski redatelj i glumac.
Započeo je kao kazališni i filmski glumac, a režijom se počeo baviti 1940. godine. Bitno je pridonio razvitku talijanskog neorealizma. U svojim djelima prikazivao je stvarnost poslijeratne Italije, temeljeći svoj pristup na gotovo dokumentarističkom poniranju u život. Njegovi filmovi oslikani su humanizmom i dubokim suosjećanjem s radničkom klasom. U svom filmskom stilu težio je ujediniti poetske elemente s naturalističkim. Često je koristio glumce amatere, nešto što su kasnije i drugi redatelji preuzeli od njega. Četiri filma koja je režirao osvojili su Oscara: Sciuscià i Bicycle Thieves (počasni), dok su Yesterday, Today and Tomorrow i Il giardino dei Finzi Contini osvojili Oscara za najbolji film na stranom jeziku. Zapravo, veliki kritički uspjeh Sciuscià (prvi strani film koji je tako prepoznala Akademija filmskih umjetnosti i znanosti) i Kradljivci bicikala pomogao je u uspostavi trajne nagrade za najbolji strani film. Ova dva filma smatraju se dijelom kanona klasične kinematografije.
Kradljivci bicikala Turner Classic Movies citirao je kao jedan od 15 najutjecajnijih filmova u povijesti kina.
De Sica je također nominiran za Oscara 1957. godine za najboljeg sporednog glumca za ulogu majora Rinaldija u adaptaciji američkog redatelja Charlesa Vidara iz 1957. godine filma Ernest Hemingway Oproštaj od oružja, filma koji su kritičari preokrenuli i dokazali neuspjeh na blagajnama. De Sicina gluma smatrana je vrhuncem filma. 

## Život i karijera
Rođen je 7. srpnja 1901. u Sori, Lazio, sin napuljskih roditelja. Njegov otac, bio je službenik Banke Italije, a iz Napulja je prebačen u Soru u Italiji. De Sica je karijeru kao kazališni glumac započeo početkom 1920 -ih, a 1923. pridružio se kazališnoj družini Tatjane Pavlove. Godine 1933. osnovao je vlastitu tvrtku sa suprugom Giudittom Rissone i Sergiom Tofanom. Tvrtka je izvodila uglavnom lagane komedije, ali su postavljali i predstave Beaumarchaisa te su radili s poznatim redateljima poput Luchina Viscontija.
Njegov susret sa scenaristom Cesareom Zavattinijem bio je vrlo važan događaj: zajedno su stvorili neke od najslavnijih filmova neorealističkog doba, poput Sciuscià (Čizma za cipele) i Kradljivci bicikla (objavljeni kao Kradljivica bicikala u Americi), oba De Sica režirano.
De Sica se pojavio u britanskoj televizijskoj seriji Četiri pravedna čovjeka (1959.).

## Privatni život
Njegova strast prema kocki bila je poznata. Zbog toga je često gubio velike svote novca i prihvaćao posao koji ga inače ne bi zanimao. Svoje kockanje nikada nikome nije skrivao; u stvari, projicirao ga je na likove u vlastitim filmovima, poput grofa Maxa (u kojem je glumio, ali nije režirao) i Napuljskog zlata, kao i u filmu General Della Rovere, koji je režirao Rossellini De Sica je igrao naslovnu ulogu.
1937. Vittorio De Sica oženio se glumicom Giudittom Rissone, koja im je rodila kćer Emiliju (Emi). 1942. na snimanju filma Un garibaldino al convento upoznao je španjolsku glumicu Maríu Mercader (rođakinju Ramona Mercadera, ubojice Leona Trockog), s kojom je započeo vezu. Nakon razvoda od Rissonea u Francuskoj 1954., oženio se Mercader 1959. u Meksiku, no ta se zajednica prema talijanskom zakonu nije smatrala valjanom. Godine 1968. stekao je francusko državljanstvo i oženio se Mercader u Parizu. U međuvremenu je s njom već imao dva sina: Manuela, 1949., glazbenika, i Christiana, 1951., koji će slijediti očev put kao glumac i redatelj.
Bio je rimokatolik i komunist. Iako razveden, De Sica se nikada nije rastao od svoje prve obitelji. Vodio je dvostruki obiteljski život, s dvostrukim slavljima na blagdane. Priča se da je za Božić i na Silvestrovo znao pomaknuti satove za dva sata u Mercaderovoj kući kako bi mogao nazdraviti u ponoć s obje obitelji. Njegova prva supruga pristala je zadržati fasadu braka kako ne bi ostavila kćer bez oca.
Vittorio De Sica umro je u 73. godini nakon operacije zbog raka pluća u bolnici Neuilly-sur-Seine u Parizu.

## Filmografija

### Filmovi koje je režirao
| Talijanski naziv                              | Engleski naziv                                                       | Bilješke | Godina objavljivanja |
| --------------------------------------------- | -------------------------------------------------------------------- | --- | -------------------- |
| Rose scarlatte                                | N/A                                                                  | Co-director | 1940                 |
| Maddalena, zero in condotta                   | Maddalena, Zero for Conduct                                          | | 1940                 |
| Teresa Venerdì                                | Do You Like Women, Doctor Beware                                     | | 1941                 |
| Un garibaldino al convento                    | A Garibaldian in the Convent                                         | | 1942                 |
| I bambini ci guardano                         | The Children Are Watching Us, The Little Martyr                      | | 1944                 |
| La porta del cielo                            | The Gate of Heaven                                                   | | 1945                 |
| Sciuscià                                      | Shoeshine                                                            | Academy Award-winner (Special Award); Academy Award nominee, Best Original Screenplay (Sergio Amidei, Adolfo Franci & Cesare Zavattini) | 1946                 |
| Cuore                                         | Heart, Heart and Soul                                                | Co-director | 1948                 |
| Ladri di biciclette                           | Bicycle Thieves, The Bicycle Thief                                   | Academy Award-winner (Special Award); Academy Award nominee, Best Writing-Screenplay (Cesare Zavattini)                                 | 1948                 |
| Miracolo a Milano                             | Miracle in Milan                                                     | | 1951                 |
| Umberto D.                                    | N/A                                                                  | Academy Award nominee, Best Writing-Story (Cesare Zavattini)                                                                            | 1952                 |
| Stazione Termini                              | Terminal Station, Station Terminus, Indiscretion of an American Wife | | 1953                 |
| L'oro di Napoli                               | The Gold of Naples                                                   | | 1954                 |
| Il Tetto                                      | The Roof                                                             | | 1956                 |
| Anna di Brooklyn                              | Anna of Brooklyn, Fast and Sexy                                      | Co-director | 1958                 |
| La Ciociara                                   | Two Women                                                            | Academy Award-winner, Best Actress (Sophia Loren)                                                                                       | 1960                 |
| Il Giudizio universale                        | The Last Judgment                                                    | | 1961                 |
| I sequestrati di Altona                       | The Condemned of Altona                                              | | 1962                 |
| Boccaccio '70                                 | N/A                                                                  | Short film – segment La riffa | 1962                 |
| Il Boom                                       | N/A                                                                  | | 1963                 |
| Ieri, oggi e domani                           | Yesterday, Today and Tomorrow                                        | Academy Award-winner, Best Foreign Film                                                                                                 | 1963                 |
| Matrimonio all'italiana                       | Marriage Italian-Style                                               | Academy Award-nominee, Best Foreign Film, Best Actress (Sophia Loren)                                                                   | 1964                 |
| Un monde nouveau                              | A New World                                                          | | 1966                 |
| Caccia alla volpe                             | After the Fox                                                        | | 1966                 |
| Sette Volte Donna                             |                                                                      | | 1967                 |
| Le streghe                                    |                                                                      | Short film – segment Sera come le altre, Una                                                                                            | 1967                 |
| Amanti                                        |                                                                      | | 1968                 |
| I Girasoli                                    |                                                                      | | 1970                 |
| Il Giardino dei Finzi-Contini                 |                                                                      | Academy Award-winner, Best Foreign Film                                                                                                 | 1970                 |
| Le Coppie                                     |                                                                      | Short film – segment Il Leone | 1970                 |
| Dal referendum alla costituzione: Il 2 giugno | From Referendum to the Constitution: 2 June                          | Documentary | 1971                 |
| I Cavalieri di Malta                          | The Knights of Malta                                                 | Documentary | 1971                 |
| Lo chiameremo Andrea                          | We'll Call Him Andrea                                                | | 1972                 |
| Una Breve vacanza                             | A Brief Vacation                                                     | | 1973                 |
| Il viaggio                                    | The Voyage                                                           | | 1974                 |

### Filmovi u kojima je glumio
- Il processo Clemenceau (1917, by Alfredo De Antoni) as Pierre Clémenceau bambino
- La bellezza del mondo (1927, by Mario Almirante)
- La compagnia dei matti (1928, by Mario Almirante) as Prof. Rosolillo
- La vecchia signora (1932, by Amleto Palermi) as Il fine dicitore
- Gli uomini, che mascalzoni! (1932, by Mario Camerini) as Bruno
- Due cuori felici (1932, by Baldassarre Negroni) as Mister Brown
- Paprika (1933, by Carl Boese)
- Pasa el amor (1933, by Adolf Trotz)
- Lisetta (1934, by Carl Boese) as Fritz Peters
- La canzone del sole (1934, by Max Neufeld (he stars too the German version titles Das lied der sonne)) as Dr. Giuseppe Paladino
- Un cattivo soggetto (1933, by Carlo Ludovico Bragaglia) as Willy
- La segretaria per tutti (1933, by Amleto Palermi) as Un gagà
- Tempo massimo (1934, by Mario Mattoli) as Il professore Giacomo Banti
- Il signore desidera? (1934, by Gennaro Righelli) as Martino
- The Song of the Sun (1934, by Max Neufeld) as Paladino, il avvocato
- Darò un milione (1935, by Mario Camerini) as Gold
- Amo te sola (1936, by Mario Mattoli) as Prof. Giovanni Agano
- Non ti conosco più (1936, by Nunzio Malasomma) as Il dottore Alberto Spinelli
- Lohengrin (1936, by Nunzio Malasomma) as Alfredo
- L'uomo che sorride (1937, by Mario Mattoli) as Pio Fardella
- Il signor Max (1937, by Mario Camerini) as Gianni / Max Varaldo
- But It's Nothing Serious (1937, by Mario Camerini) as Memmo Speranza
- Naples of Olden Times (1938, by Amleto Palermi) as Mario Esposito
- La mazurka di papà (1938, by Oreste Biancoli) as Stefano San Mauro / Il figlio di San Mauro
- Il Trionfo dell'amore (1938, by Mario Mattoli) as Vincenzo
- L'orologio a cucù (1938, by Camillo Mastrocinque) as Il capitano Ducci
- Departure (1938, by Amleto Palermi) as Paolo Veronda
- They've Kidnapped a Man (1938, by Gennaro Righelli) as L'attore cinematografico
- Ai vostri ordini, signora! (1939, by Mario Mattoli) as Pietro Haguet
- Naples That Never Die (1939, by Amleto Palermi)
- Questi ragazzi (1939, by Mario Mattoli) as Vincenzo
- Castles in the Air (1939, by Augusto Genina (He stars too the German version Ins blaue leben)) as Riccardo Pietramola
- Department Store (1939, by Mario Camerini) as Bruno Zacchi
- It Always Ends That Way (1939, by Enrique Telémaco Susini) as Alberto Miller
- Manon Lescaut (1940, by Carmine Gallone) as Renato Des Grieux
- Two on a Vacation (1940, by Carlo Ludovico Bragaglia) as Il conte Corrado Valli
- Red Roses (1940, by Giuseppe Amato and Vittorio De Sica) as Alberto Verani
- The Two Mothers (1940, by Amleto Palermi) as Salvatore
- The Sinner (1940, by Amleto Palermi) as Pietro Bandelli
- Maddalena, Zero for Conduct (1940, by Vittorio De Sica) as Alfredo Hartman
- The Adventuress from the Floor Above (1941, by Raffaello Matarazzo (script too, not credited)) as Fabrizio Marchini
- Teresa Venerdì (1941, by Vittorio De Sica) as Dott. Pietro Vignali
- Se io fossi onesto (1942, by Carlo Ludovico Bragaglia (script too)) as Pietro Kovach
- A Garibaldian in the Convent (1942, by Vittorio De Sica) as Nino Bixio (uncredited)
- La guardia del corpo (1942, by Carlo Ludovico Bragaglia (script too)) as Riccardo, L'investigatore privato
- Non sono superstizioso... ma! (1943, by Carlo Ludovico Bragaglia(script too)) as Il barone Roberto
- I nostri sogni (1943, by Vittorio Cottafavi (script too)) as Leo
- Nessuno torna indietro (1945, by Alessandro Blasetti) as Maurizio
- L'ippocampo (1945, by Gian Paolo Rosmino (script too, and assistant to director, not credited)) as Pio Sandi
- Vivere ancora (1945, by Nino Giannini)
- Lo sbaglio di essere vivo (1945, by Carlo Ludovico Bragaglia) as Adriano Lari
- Roma città libera (1946, by Marcello Pagliero) as Il signore distinto
- Abbasso la ricchezza! (1946, by Gennaro Righelli (story and script too)) as Il conte Ghirani
- Natale al campo 119 (1947, regia di Pietro Francisci (script too and supervision director, not credited)) as Don Vicenzino
- Sperduti nel buio (1947, by Camillo Mastrocinque) as Nunzio
- Lo Sconosciuto di San Marino (1948, by Michal Waszynski and Vittorio Cottafavi) as Leo, l'ateo
- Cuore (1948, by Duilio Coletti (producer and script too)) as Professor Perboni
- Il mondo vuole così (1949, by Giorgio Bianchi) as Paolo Morelli
- Domani è troppo tardi (1949, by Léonide Moguy (consulting director too, not credited)) as Il professor Landi
- Cameriera bella presenza offresi... (1951, by Giorgio Pàstina) as Leonardo Leonardi
- Mamma Mia, What an Impression! (1951, by Roberto Savarese)
- Buongiorno, elefante! (1952, by Gianni Franciolini (producer too)) as Carlo Caretti
- Gli uomini non guardano il cielo (1952, by Umberto Scarpelli)
- In Olden Days (1952, by Alessandro Blasetti) as L'Avvocato Difensore (segment "Il processo di Frine")
- The Earrings of Madame de... (1953, by Max Ophüls) as Baron Fabrizio Donati
- Villa Borghese (1953, by Gianni Franciolini) as L'avvocato Arturo Cavazzuti (segment: Incidente a Villa Borghese)
- Pane, amore e fantasia (1953, by Luigi Comencini) as Maresciallo Carotenuto
- Il matrimonio (1954, by Antonio Petrucci) as Gregory Stefanovich Smirnov
- Cento anni d'amore (1954, by Lionello De Felice) as Duke Giovanni del Bagno aka Signor Pallini (segment "Pendolin")
- Gran Varietà (1954, by Domenico Paolella) as Veneziani - il fine dicitore (segment "Il censore")
- A Slice of Life (1954, by Alessandro Blasetti et Paul Paviot) as Il conte Ferdinando (segment "Don Corradino")
- Il letto (1954, by Gianni Franciolini) as Roberto (segment "Divorce, Le")
- Vergine moderna (1954, by Marcello Pagliero) as Antonio Valli
- Allegro squadrone (1954, by Paolo Moffa) as Il generale
- Pane, amore e gelosia (1954, by Luigi Comencini) as Maresciallo Carotenuto
- L'oro di Napoli (1954, by Vittorio De Sica) as Il conte Prospero B. (segment "I giocatori") (uncredited)
- Peccato che sia una canaglia (1954, by Alessandro Blasetti) as Vittorio Stroppiani
- Il segno di Venere (1955, by Dino Risi) as Alessio Spano
- Gli ultimi cinque minuti (1955, by Giuseppe Amato) as Carlo Reani
- La bella mugnaia (1955, by Mario Camerini) as Don Teofilo - governatore
- Racconti romani (1955, by Gianni Franciolini) as Avvocato Mazzoni Baralla
- Pane, amore e... (1955, by Dino Risi) as Comandante Carotenuto
- Lucky to Be a Woman (1955, by Alessandro Blasetti) as Minor Role (uncredited)
- Il bigamo (1956, by Luciano Emmer) as L'onorevole Principe / Attorney Principe
- I giorni più belli (1956, by Mario Mattoli)
- Mio figlio Nerone (1956, by Steno) as Seneca
- Tempo di villeggiatura (1956, by Antonio Racioppi) as Aristide Rossi
- The Monte Carlo Story (1956, by Samuel Taylor and Giulio Macchi(director's assistant too)) as Count Dino della Fiaba
- Noi siamo le colonne (1956, by Luigi Filippo D'Amico) as Alfredo Celimontani
- Padri e figli (1957, by Mario Monicelli) as Vincenzo Corallo
- I colpevoli (1957, by Turi Vasile) as Giorgio
- Souvenir d'Italie (1957, by Antonio Pietrangeli) as The Count
- Count Max (1957, by Giorgio Bianchi) as Conte Max Orsini Varaldo
- Casinò de Paris (1957, by André Hunebelle) as Alexandre Gordy
- La donna che venne dal mare (1957, by Francesco De Robertis(1957) as Console Bordogin
- Il medico e lo stregone (1957, by Mario Monicelli) as Antonio Locoratolo
- A Farewell to Arms (1957, directed by Charles Vidor (Oscar nomination for Best Supporting Actor) as Major Alessandro Rinaldi
- Vacanze a Ischia (1957, by Mario Camerini) as Ingegner Occhipinti
- Totò, Vittorio e la dottoressa (1957, by Camillo Mastrocinque) as Marchese De Vitti
- Amore e chiacchiere (1958, by Alessandro Blasetti) as Avvocato Bonelli
- Domenica è sempre domenica (1958, by Camillo Mastrocinque) as Comandante Castaldi
- Anna of Brooklyn (1958, by Carlo Lastricati and Vittorio De Sica) as Don Luigi
- Pezzo, capopezzo e capitano [it] (1958, by Wolfgang Staudte) as Il comandante Ernesto De Rossi
- Ballerina e buon Dio (1958, by Antonio Leonviola) as God
- Gli zitelloni (1958, by Giorgio Bianchi) as Il professore
- Pane, amore e Andalusia (1958, by Javier Setó (director's assistant too)) as Maresciallo Carotenuto
- La ragazza di Piazza San Pietro (1958, by Piero Costa) as Armando Conforti
- La prima notte (1959, by Alberto Cavalcanti) as Alfredo
- Il nemico di mia moglie (1959, by Gianni Puccini) as Ottavio Terenzi, padre di Marco
- Uomini e nobiluomini (1959, by Giorgio Bianchi) as Marchese Nicola Peccori Macinelli di Afragola
- Vacanze d'inverno (1959, by Camillo Mastrocinque) as Maurice
- Il mondo dei miracoli (1959, by Luigi Capuano) as Director Pietro Giordani
- Il moralista (1959, by Giorgio Bianchi) as The O. I. M. P. President
- Il generale della Rovere (1959, by Roberto Rossellini) as Bardone AKA 'Grimaldi'
- Ferdinando I, re di Napoli (1959, by Gianni Franciolini) as Salvatore Caputo
- Nel blu dipinto di blu (1959, by Piero Tellini) as Spartaco
- Policarpo, ufficiale di scrittura (1959, by Mario Soldati)
- Gastone (1960, by Mario Bonnard) as The prince
- The Angel Wore Red (1960, by Nunnally Johnson and Mario Russo) as Gen. Clave
- Austerlitz (1960, by Abel Gance) as Pope Pius VII
- It Started in Naples (1960, by Melville Shavelson) as Mario Vitale
- Le tre eccetera del colonnello (1960, by Claude Boissol) as Colonel Belalcazar
- Le pillole di Ercole (1960, by Luciano Salce) as Piero Cuocolo
- The Millionairess (1960, by Anthony Asquith) as Joe
- Il vigile (1960, by Luigi Zampa) as Il sindaco
- Un amore a Roma (1960, by Dino Risi) as Director
- Gli attendenti (1961, by Giorgio Bianchi) as Attore di Fumetti
- L'onorata società (1961, by Riccardo Pazzaglia) as Salvatore, the 'Capintesta'
- Vive Henri IV, vive l'amour (1961, by Claude Autant-Lara) as L'ambassadeur d'Espagne
- The Last Judgment (1961, director) as Defense lawyer
- The Wonders of Aladdin (1961, by Mario Bava and Henry Levin) as Genie
- Gli incensurati (1961, by Francesco Giaculli) as Colonnello Filippo Bitossi
- I due marescialli (1961, by Sergio Corbucci) as Maresciallo Vittorio Cottone
- La Fayette (1962, by Jean Dréville) as Bancroft
- Eva (1962, by Joseph Losey and Guidarino Guidi) (uncredited)
- The Amorous Adventures of Moll Flanders (1965, by Terence Young) as The Count
- Io, io, io... e gli altri (1966, by Alessandro Blasetti) as Commendator Trepossi
- Un italiano in America (1967, by Alberto Sordi) as Giuseppe's Father
- After the Fox (1966, director) as Himself (uncredited)
- Gli altri, gli altri e noi (1967, by Maurizio Arena)
- The Biggest Bundle of Them All (1968, by Ken Annakin) as Cesare Celli
- Darling Caroline (1968, by Denys de la Patellière) as Le comte de Bièvre - le père de Caroline
- The Shoes of the Fisherman (1968, by Michael Anderson) as Cardinal Rinaldi
- If It's Tuesday, This Must Be Belgium (1969, by Mel Stuart) as Shoemaker
- The Thirteen Chairs (1969, by Nicolas Gessner and Luciano Lucignani) as Carlo De Seta - The Commendatore
- Cose di Cosa Nostra (1970, by Steno) as Don Michele
- Io non-vedo, tu non-parli, lui non-sente (1971, by Mario Camerini) as Player in Venice casino
- Trastevere (1971, by Fausto Tozzi) as Enrico Formichi
- Siamo tutti in libertà provvisoria (1972, by Manlio Scarpelli) as Giuseppe Mancini 'Pulcinella'
- Ettore lo fusto (1972, by Enzo G. Castellari) as Giove
- Snow Job (1972, by George Englund) as Enrico Dolphi
- L'odeur des fauves (1972, by Richard Balducci) as Milord
- Le avventure di Pinocchio (1972, by Luigi Comencini (both Film and TV versions)) as Il giudice
- The Small Miracle (1973, TV Movie, by Jeannot Szwarc) as Father Damico
- Storia de fratelli e de cortelli (1973, by Mario Amendola) as Maresciallo Cenciarelli
- Il delitto Matteotti (1973, by Florestano Vancini) as Mauro Del Giudice
- Viaggia, ragazza, viaggia, hai la musica nelle vene (1973, by Pasquale Squitieri)
- Blood for Dracula (1974, by Paul Morrissey and Antonio Margheriti) as Il Marchese Di Fiore
- C'eravamo tanto amati (1974, by Ettore Scola) as Himself
- Intorno (1974, Short, by Manuel De Sica)
- L'eroe (1976, TV Movie, by Manuel De Sica) (final film role)

## Vanjske poveznice
- Vittorio De Sica u internetskoj bazi filmova IMDb-u (engl.)
- Vittorio De Sica  Arhivirana inačica izvorne stranice od 4. ožujka 2016. (Wayback Machine) na Filmski leksikon